# Orde van Onze Lieve Vrouwe van Montesa

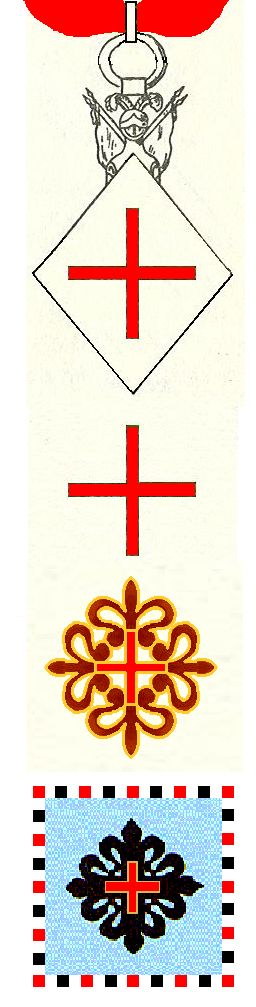
Versierselen en het vaandel van de Orde.

De Orde van Onze Lieve Vrouwe van Montesa, ook wel Orde van Montesa (Spaans: Orden de Santa María de Montesa y San Jorge de Alfama), was een Spaanse ridderorde, die een belangrijke rol speelde bij de overname van goederen van de in 1311 ontbonden Orde van de Tempeliers. De van oorsprong middeleeuwse militaire orde werd in 1587 omgezet in een huisorde van de Spaanse Kroon.

## Geschiedenis
De orde werd op 22 juli 1319 door Jacobus II, koning van Aragón ingesteld. Na hun rol bij de afwikkeling van de erfenis van de tempeliers, namen ze in 1399 ook de commanderijen van de Orde van Sint George van Ulsama over.
De eerste ridders waren vrijwilligers uit de rijen van de ridders van Calatrava. De meester van deze orde werd op 22 juli 1319 ook visiteur en arbiter bij conflicten. In dat jaar nam de Orde de regel van de heilige Benedictus van Nurcia aan en vestigde zij zich in Montesa. De monniken verdeelden hun aandacht tussen het religieuze leven in het klooster en de oorlog tegen de Moren, de "Recoquista", van het Iberisch Schiereiland. Omdat de Orde van O.L.V. van Montesa zich alleen binnen de grenzen van Aragón bewoog heeft zij het minst van de vier orden aan de reconquista bijgedragen.
De eerste van de vijftien meesters was Guillermo d'Eril. De voorlaatste meester, Francisco Lanzol de Romani (gestorven in 1544), werd opgevolgd door zijn neef Pedro-Luis de Borja (gestorven in 1592), halfbroer van de heilige Fransiscus Borja, 4e hertog van Gandia en verwant aan de pausen uit het Huis Borgia. Deze grootmeester trad in 1586 af om de vereniging van het grootmeesterschap met de kroon van Aragón mogelijk te maken. Een pauselijke bul van Sixtus V bevestigde op 15 maart 1587 het einde van de Orde van O.L.V. van Montesa als onafhankelijk instituut. Op 22 mei 1739 werd ook de raad van de orde met die van de andere militaire orden verenigd.
De Orde van Montesa is, anders dan de andere militaire orden, beperkt tot het oude koninkrijk Aragon.
In Aragon en Portugal verzetten de ridders zich tegen de overname van de bezittingen van de Tempeliers in Aragon en Valencia door de Hospitaalridders van Sint-Jan. Daarom werden zij aan een nog op te richten orde, dat werd de Orde van Montesa, geschonken. Op 10 juni 1317 stelde paus Johannes XXII hen onder de regel der cisterciënzers.
De laatste grootmeester werd in 1587 opgevolgd door de Spaanse koning Filips II die, net als zijn voorgangers de vier rijke maar vrijwel nutteloze orden in zijn macht wilde brengen.

De monniken kregen nu van de paus verlof om te huwen en de, nu door de koning verdeelde, commanderijen werden als onderdeel van de Koninklijke patronage aan hovelingen verleend.
De vier Spaanse militaire ridderorden, Alcantara, Calatrava, Orde van Onze Lieve Vrouwe van Montesa en San Iago hebben een belangrijke rol gespeeld bij het verjagen van de Moren uit het Iberisch Schiereiland. Vooral voor de jongere zonen van de adel, zij die niets erfden, was de intrede in deze orde van krijgshaftige monniken een nobele en passende levenstaak.

De orde behoort daarmee tot de middeleeuwse kruisridderorden zoals de Tempeliers, de Duitse Orde en de Orde van Malta. Ook in Spanje en Portugal streed het christelijke Europa tegen de islam. Na de val van Granada in 1492 verloren de orden veel van hun betekenis.
In 1931 waren er bijna vijftig ridders waarvan twintig een gelofte hadden afgelegd. De hoogste bestuurder, in deze orde niet grootcommandeur, maar luitenant-generaal geheten, bestuurt de orde met een Clavero-Mayor en een Alférez of vaandrig. Deze laatste is de commandeur van Alcalá de Gisbert.
De Spaanse Burgeroorlog en de vervolging van kerk en adel in de periode van de Spaanse republiek troffen ook deze orde zwaar; in 1960 konden de vijf overgebleven ridders, onder wie Baron de Llauri, grande van Spanje en ridder sinds 1912 de draad weer oppakken en werd de orde hersteld.
Aan het begin van de 21e eeuw waren er 23 geprofeste en negentien andere ridders. De leiding berust bij luitenant-generaal Don Miguel Peman y Medina, Clavero Mayor Don Rafael de la Brena y Sanchiz en Alférez en commandeur van Alcalá de Gisbert, de markies van Bajamar.
De orde is nu een gezelschap Spaanse katholieke edelen onder bescherming van de Spaanse kroon. De Heilige Stoel heeft koning Juan Carlos I als grootmeester en administrator aangewezen.
Het lint en het Latijnse kruis van de orde zijn groen en worden om de hals gedragen. De ridders dragen bij bijzondere gelegenheden een witte mantel met een groot rood ordekruis op de linkerschouder. De ridders dragen ook een geborduurd ordekruis op de linkerborst.
De dagelijkse leiding van de Orde ligt in de handen van de president van de "Raad van de vier Militaire Orden", infant Don Carlos de Bourbon-Twee Siciliën y Bourbon, hertog van Calabrië. Een telg uit de tak van het Koninklijk Huis dat tot 1860 in Napels regeerde.
De Orde heeft nauwe banden met de monarchie. Koning Alfonso XIII liet de geborduurde kruisen van de vier militaire Orden aan de binnenzijde van al zijn jasjes naaien.
De toelatingseisen voor de ridders van Montesa zijn niet zo streng als in de Orde van Alcantara, alleen de beide grootvaders moeten adellijk zijn. Daarnaast geldt de eis dat de voorouders, net als in de andere Iberische militaire orden, geen van allen Moors of Joods mogen zijn geweest.

## Voetnoten
1. ↑  Guy Stair Sainty
2. ↑  De twee bovenste tekeningen zijn ordekruisen zoals Maximilian Gritzner die in 1893 tekende, het kruis in de vier "M"en wordt door Guy Stair Sainty genoemd.